# Honda FES 125 Pantheon

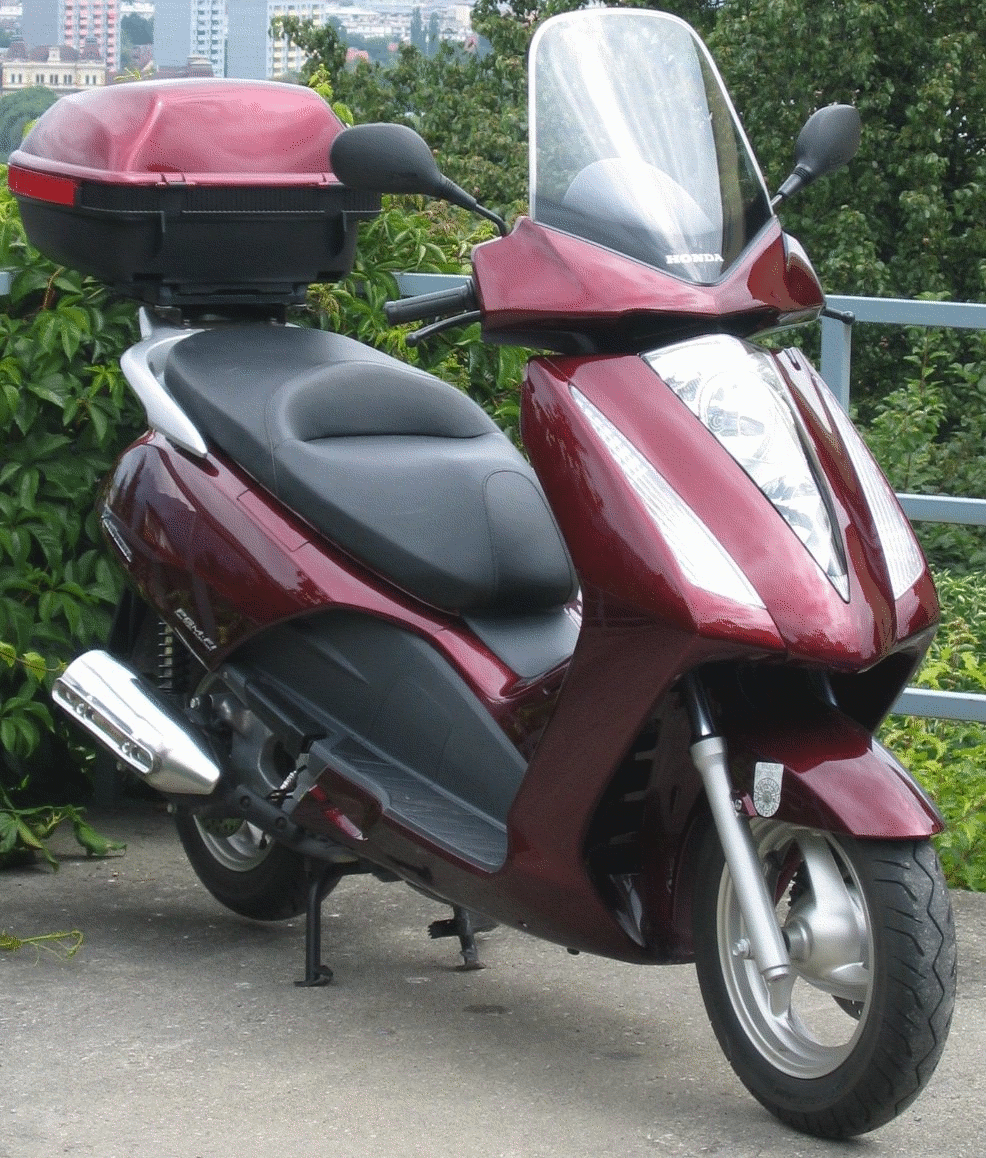
Honda FES Pantheon 125 schräg vorne

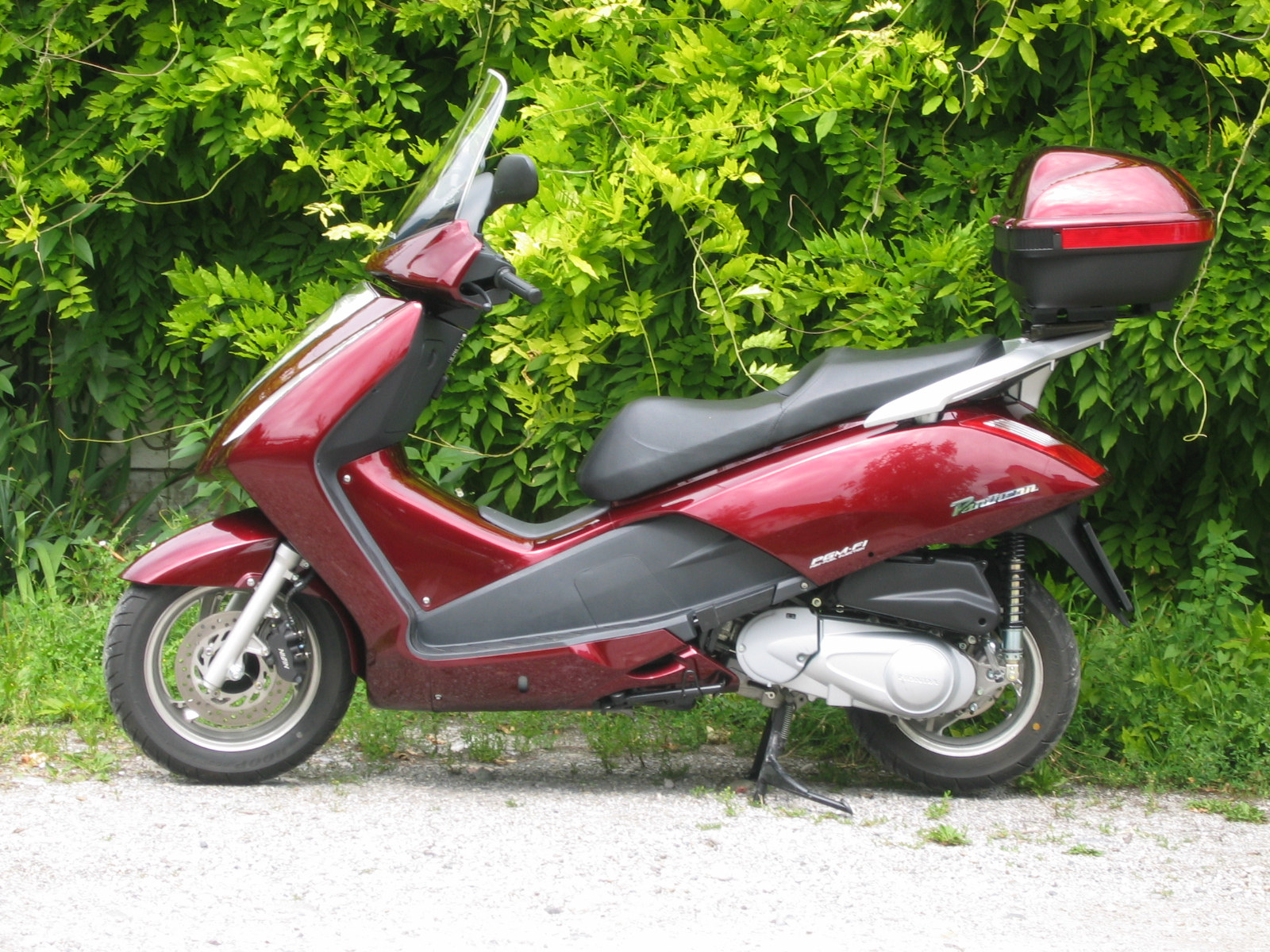
Honda FES Pantheon 125 seitlich

Der Honda FES 125 Pantheon (JF 12), auch Pantheon 125, ist ein Motorroller des japanischen Herstellers Honda.

## Geschichte
Das Motorrad wird laut Typenschein von Honda Italia Ind. S.p.A. gebaut. Dieses Zweirad ist seit 17. Januar 2003 in Österreich amtlich bekannt. Die Bezeichnung Pantheon bedeutet Heimstätte der Götter.
Die Modelle des JF 12 trugen ab 2007 die Verkaufsbezeichnung Honda S-Wing.

## Recht
In Österreich Lenkberechtigung Klasse B, Vorstufe A, Klasse A taugliches Leichtmotorrad der Klasse L3.

## Beschreibung
Das Fahrzeug hat einen SOHC-Einzylinder-Viertakt-Ottomotor. Der Motor hat eine Saugrohreinspritzung und einen geregelten Drei-Wege-Katalysator. Kraftstoff ist Normalbenzin, das Tankvolumen beträgt laut Herstellerangabe 9,4 l. Verbrauch ca. 3–3,5 l/100 km. Die Motorleistung wird mit einer Fliehkraftkupplung und durch ein stufenloses Keilriemengetriebe an das Hinterrad weitergegeben. An beiden Rädern wird mit Scheibenbremsen verzögert, die ein Kombiniertes-Brems-System verwenden.

## Technische Daten
Auszug aus Typenschein und Zulassungsbescheinigung
- Abmessungen (L×B×H): 2.090 × 735 × A-1.460, B-1.595 mm.  A, B sind unterschiedliche Windschutzscheiben aus transparentem Kunststoff
- Eigengewicht: 149 kg
- Gesamtgewicht: 330 kg
- max. Achslasten (v/h) 110/224 kg
- Radstand: 1.490 mm
- Rad Reifen Dimensionen
  - vorne 110/90-13 M/C 56L TL / 13M/C x MT2.75
  - hinten 130/70-12 62L TL / 12xMT3.50
- Höchstgeschwindigkeit 100 km/h
- Hubraum: 124 cm³
- Max. Leistung: 10,1 kW bei 9.000/min
- Leistung/Gewicht: 0,067.8 kW/kg
- Fahrgeräusch 75 dBA nach 97/24/9/EG
- Standgeräusch bei 4500/min 86 dBA
- Abgasverhalten nach 97/24/5/EG
- Abgaswerte in g/km
  - CO 1,644
  - HC 0,246
  - NOx 0,128